# Benthalbella linguidens
Benthalbella linguidens är en fiskart som först beskrevs av Mead och Böhlke, 1953.  Benthalbella linguidens ingår i släktet Benthalbella och familjen Scopelarchidae. Inga underarter finns listade.